# الواسطة (حبيش)

تعديل مصدري - تعديل

الواسطة محلة تابعة لقرية الروسة، التابعة لعزلة العارضة بمديرية حبيش إحدى مديريات محافظة إب في الجمهورية اليمنية، بلغ تعداد سكانها 76 حسب تعداد اليمن لعام 2004.